# Клинописно писмо
Клинописното писмо или – както по-често се нарича за краткост – клинописът е първата система от писмени знаци (редом с египетските йероглифи), която е била в състояние да предава еднозначно езиково съдържание. От логографска писменост (един писмен символ = една дума), следвайки принципа на „акрофонията“ (писменият образ означава само началото на името на изобразения предмет), клинописът се превръща в предимно силабична (сричкова) система, като към нея се добавят и детерминативи (именно знаци, които сами не се четат, но които съдържат указния за четене и интерпретация на логограмните или силабичните знаци). Клинописът е създаден от шумерите около 4000 – 3500 години пр. Хр. (с предшественици, достигащи до късното IV хилядолетие в Урук). Той възниква като система от пиктограми, които с течение на времето бивали опростявани, стилизирани и в крайна сметка превърнати в абстрактни знаци (т.е. които вече не били непосредствени образи и „картини“ на обозначените предмети), за да придобие характерната за него клиновидна форма, от която идва и съвременното название „клинопис“: базисните елементи, съставляващи клинописните знаци, наподобяват хоризонтални, вертикални и коси клинчета. Тази форма е пряк резултат от метода на писане върху глина с остър инструмент. За разлика от египетските йероглифи, изписвани върху папирус или гравирани върху камък, тук се използват глинени плочки, върху които се пише чрез натиск с тръстикова пръчица (стилус), дълга около 20 см. с един остър край и триъгълен профил.

## Наименование
Названието „клинопис“ (на английски: cuneiform) дава през 1700 Томас Хайд (Thomas Hyde) (1663 – 1703), английски ориенталист, когато разглежда намерените надписи в Персеполис в своя труд „История и религия на древните перси“ (Historia Religionis Veterum Persarum).

## Развитие
Шумерският клинопис, който първоначално бил създаден за предаване на шумерския език (а той е, доколкото днес може да се установи, генеалогично изолиран език), бил адаптиран около 2500 г. пр. Хр. към писането на еламски (изолирания език на еламите – етнос, населяващ разположените югоизточно от долна Месопотамия земи на държавата Елам, днес Южен Иран), еблаитски (семитски език, говорен в древното царство Ебла, днес Северна Сирия) и на акадски (семитски език с два основни диалекта: вавилонски и асирийски), а от акадския преминал по-късно в: хуритски (вероятно кавказки език), хетски (най-старият документиран писмено индоевропейски език), лувийски (заедно с хетския основен представител на анатолския клон на индоевропейските езици) и редица други по-малки езици. Особено интересно е развитието, което клинописът получава по-късно в угаритския и староперсийския език. Докато шумерският клинопис обхващал около 900 знака, акадският около 600, а хетския около 400 (това опростяване на знаковата система е продължило с хилядолетия), в град Угарид – търговски център на днешното сирийско крайбрежие на Средиземно море – в периода 1500 – 1200 г. пр. Хр. се достига до една максимално опростена форма на клинописа, която обхваща само знаци за абстрахирани от сричките съгласни звуци (вж. приложения списък). Това развитие е било благоприятствано от структурата на угаритския, който е (северозападен) семитски език (близък до финикийския, в който няколко столетия по-късно се достига отново до чисто консонантна писменост).
Интересно е, че това развитие не е продължено, за да се създаде накрая писменост, включваща както знаци за съгласни, така и такива за озвучаващите ги гласни, както това е станало в гръцката азбука. Финикийската писменост (IX–V в. пр. Хр.), върху чиято основа през XIII в. пр. Хр. бива изградена първата азбука в съвременния смисъл – гръцката – представлява усъвършенстване на прото-синайската писменост, която на свой ред е семитска писменост, развита около 1700 г. пр. Хр. на базата на египетските йероглифи и нямаща нищо общо с клинописната традиция. Последният етап от опростяването на клиновидното писмо се свързва с персийския клинопис, създаден в Ахеменидската империя (550 – 330 г. пр. Хр.) най-вероятно по времето на Дарий I (522 – 486 г. пр. Хр.). Той съдържа само 41 клинописни знака, от които 36 са силабограми (знаци за срички) (срв. приложената таблица), а 5 са логограми (знаци за цели думи), и то такива за пет особено важни и често срещащи се думи. Това са: „Ахура Мазда“, „крал“, „провинция“, „бог“ и „земя“. Този клинопис е конструиран специално за нуждите на староперсийския (език на основното население), който започва да се използва като административен и образователен език, въпреки че тогава официалният език на Ахеменидска имерия е бил еламският (изместен след времето на Александър Велики от арамейския).
Краят на продължилата 3000 години клинописната традиция, разпространила се от Месопотамия, през Близкия изток до Мала Азия и Персия, настъпва при разпространението на елинизма и далеч по-гъвкавата и проста гръцка азбука. Последните клинописни находки са датирани към І в. сл. Хр.

## История
Най-старите писмени документи, открити на разкопки в древния град Урук (днес град Варка в Ирак), се отнасят към 3300 г. пр. Хр. Появата на писменост съвпада по време с възникването на първите градове в световната история и съпътстващото го пълно преустройство на обществото в долна Месопотамия. През този период на преминаване на човечеството от т.нар. „предисторическа“ към „историческа“ фаза на културна организация, редом с писмеността в Месопотамия също е било изобретено и колелото, както и се е достигнало до знание за сплавите на медта, което, на свой ред, довело до възможността за производство на бронз (и до настъпването на бронзовата епоха). В земята между долните течения на реките Тигър и Ефрат било създадено Шумерското царство, а малко по-късно на изток от него – царство Елам. В градовете на новите „урбанизирани“ държави живели управляващите, свързаната с тях администрация, свещениците, търговците, майсторите, по-късно учените, а извън градовете – земеделците и скотовъдците. Социалните и стопанските отношения на тези различни обществени групи и съставящите ги индивиди трябвало да бъдат регламентирани и контролирани чрез някаква устойчива комуникативна форма. Именно в ролята си на такова средство, което е в състояние да съхранява и пренася информация през пространството и времето, се появява писмеността и, в частност, клинописът. Първата цялостна писмена система, която позволявала приложение в почти всички сфери на социалния живот като администрация, търговия, данъчно деловодство, храмово богослужение, историопис, литература и наука, била създадена от шумерите. Шумерският клинопис бил възприет по-късно и в Елам (където дотогава било експериментирано с различни видове пиктограми), като той бил адаптиран към особеностите на еламския език. По подобен начин в течение на следващите две-три хилядолетия клинописът се разпространил сред всички държави, народи и езици на предна Азия. Единствената висока култура на древния свят, където клинописът не проникнал, била египетската. Почти по същото време, когато в Месопотамия възникнал шумерският клинопис, в Древен Египет била развита собствена писменост (под формата на йероглифно писмо) за нуждите на египетския език (египетският образува самостоятелен клон в семейството на афроазиатските езици, към което освен него принадлежат също семитските, берберските и други езици от Северна Африка и предна Азия).

## От пиктограми към фонограми
Възникването и развитието на клинописа документира прехода от знаци, които изпълняват службата на изображения на предмети (пиктограми), към знаци, които се отнасят към акустичните структури на езика (фонограми). Най-напред знаците са служели за непосредствено „описване“ или „предаване“ на предмети и ситуации. Този вид описания са неразбираеми извън контекста на тяхната употреба, защото не са в състояние да пресъздават еднозначно езикови съдържания. Постепенно, следвайки принципа на ребуса (образът се „прочита“, т.е. той е знак за изричане на името на изобразения предмет), пиктограмите се превръщат в логограми: един знак, който първоначално е бил образ, започва да предава една точно определена дума. Успоредно с това в клинописа – подобно на всички останали писмености (напр. китайската) с изключение на египетските йероглифи – се наблюдава постепенно стилизиране и структурно унифициране на знаците и съотв. тяхното абстрахиране от първоначалния образ, който са представлявали. Фази (1) – (4) от следната графика са пример за това:
Тук е представено развитието на знака SAG „глава“. (1) показва пиктограма по начина, по който той е бил изрисуван около 3000 г. пр. Хр., (2) показва обърнатия пиктограм така, както той е бил изписван около 2800 г. пр. Хр., (3) показва абстрахирания глиф (вид на писмения символ) в архаични монументални надписи след 2600 г. пр. Хр., (4) показва абстрактния знак така, както той е бил записван върху глинени плочки също след 2600 г. пр. Хр. (5), (6) и (7) показват по-нататъшни модификации на клинописния знак съотв. към края на ІІІ хил. (5), под формата на възприетото от хетите асирийско изписване от началото на ІІ хил. (6) и под формата на опростения знак, който асирийските писари са използвали от началото на І хил. пр. Хр. до изоставянето на клинописа (7).

## От логограми към силабограми
Една по-нататъшна крачка в развитието на клинописа е преходът от логограми (писмени знаци за думи) към силабограми (писмени знаци за срички). Това става съгласно принципа на акрофонията: фонетичното съдържание на една дума се редуцира до фонетичната стойност на нейната първа сричка, т.е. един знак, който първоначално е изпълнявал службата на указание за произнасяне на определена дума, не бива прочетен като тази дума, а се приема за указание за произнасяне („прочитане“) само на нейната първа сричка. Нека за илюстрация разгледаме акрофонния преход при два лувийски йероглифа (защото в случая на йероглифите, при които пиктограмният произход и, с това, първоначалната връзка на знака с цялата дума все още си личат – за разлика от абстрактните клинописни знаци, – акрофонията се откроява съвсем ясно). Напр. йероглифът  означава „торба“, но не се чете като /pattar/ „торба“, а като първата сричка на тази дума: /pa/, а йероглифът  означава „магаре“, но не се чете като /targasna/ „магаре“, а като сричката /ta/.
Преходът от логограми към силабограми не е проведен последователно в клинописа. Причината за това се корени вероятно във факта, че по-голямата част от думите в шумерския език, за чиито нужди клинописът е бил създаден първоначално, са били едносрични. Тъй като благодарение на шумерската култура шумерският език, преди да бъде изместен от акадския в тази му роля, се е наложил в целия Близък изток като международен език на дипломацията, търговията и науката – като говорим език неговите следи се губят около 1800 г. пр. Хр., но като език на писмената традиция и култура (наука, литература, религиозни ритуали) той продължава да съществува още столетия (последните писмени паметници са от първите векове пр. Хр.), – другите староориенталски езици възприемали шумерския клинопис, макар че той не бил особено подходящ за тях. За всеки нов език клинописът трябвало да бъде модифициран поне частично, като бил приспособяван към новите особености. Някои клинописни знаци били запазвани, други – видоизменяни и съотнасяни с нови фонетични стойности. Напр. в хетския клинопис редом с хетските знаци се срещат шумерограми и акадограми (хетите, които говорят индоевропейски език, възприели писмеността от асирийците, които говорят севеноакадски диалект, т.е. семитски език, и използвали адакския клинопис, който, на свой ред, е развит на базата на шумерския).
Така характерно за всички клинописни системи – с изключение на угаритския клинопис (вж. по-горе) – е, че в тях се срещат едновременно логограми, силабограми и детерминативи. Докато логорамите почиват предимно на шумерското наследство, а силабограмите се получават чрез принципа на акрофонията, то детерминативите са допринасяли за адаптацията на шумерския клинопис към неподходящи за него езици (като предоставяли спомагателни знаци за изразяване на множествено число и под.). Шумерският език – подобно напр. на китайския или турския – е аглутиниращ език: в него граматическите елементи и морфемите на словообразуването (префикси, суфикси) се „прикачат“ към непроменливите корени на думите. Това в значителна степен затруднява приложението на шумерския клинопис върху флектиращи езици, каквито са напр. индоевропейските (хетски, лувийски, сатароперсийски), в които самите думи се променят съобразно тяхната граматическа роля. Ето защо е трябвало да се търсят допълнителни решения, част от които са били поемани от детерминативите.
Шумерският и акадският клинописи, които лежат в основата на останалите клинописни системи, познават следните четири вида силабограми: знаци за съгласна + гласна (СГ), за гласна + съгласна (ГС), за съгласна + гласна + съгласна (СГС) и за гласна (Г). Тези силабограми не са били достатъчни обаче за предаването на индоевропейските езици, в които често се срещат натрупвания на съгласни. Ето защо напр. в хетския клинопис е трябвало да се въведат силабограми с т.нар. глухи гласни (които не се четат) или да се правят компромиси с фонетичната адекватност на записите на думи, съдържащи групи от съгласни. Като предимно силабично (сричково) писмо клинописът не е бил в състояние да предава също и придихания, ударения, разликата между къси и дълги гласни, дифтонги и др. Въпреки това (1) чрез принципа на ребуса и изобразяването на фонетичните форми на думите и (2) чрез принципа на акрофонията и редуцирането на фонетичните стойности на знаците до началните срички на думите се достига до създаването на символи за най-малките реално артикулируеми (произносими) акустични единици: сричките. По-нататъшният преход към буквите е изисквал една абстракция на съгласните от сричките, която остава запазена за финикийската консонантна и, накрая, за гръцката буквена писменост.

## Клинописните цифри
Една от основните нужди, поради които възниква клинописът, е регулацията на търговските отношения и данъчните задължения. Затова съвсем не е случайно, че най-ранните писмени свидетелства са тъкмо списъци на стоки. Търговията и данъчното деловодство изисквали описания на количества продукция и имущество (жито, вино, добитък). За тази цел са нужни цифри, т.е. знаци за числа. Създаването на клинописните цифри, които по тип представляват идеограми (писмени знаци за понятия, а не за звуци), способстват възникването на математиката като знание за смятането и отношенията между числата.

## Разчитане
Разчитането на клинописното писмо започва в началото на 19 век от младия и неизвестен учител от Гьотинген Георг Гротефенд. Той анализира структурата на предполагаем царски надпис в три колони, вероятно на три различни езика, и приема, че единият от тях е староперсийски. По-нататък предполага, че повтарящи се групи знаци съответстват на имената и титлите на владетели и ги съпоставя с хронологията на персийските царе. Така успява да разчете някои имена и да идентифицира известен брой гласни.
По-късно, през 30-те и 40-те години на 19 век Хенри Роулинсън копира персийската и еламитската част от Бехинстунския надпис и окончателно дешифрира персиийския клинопис. Благодарение на това, че и този надпис е на три езика (староперсийски, еламски и акадски), последните два са също разчетени в сътрудничество с редица асиролози, като се оказват потомци на шумерския клинопис.
През 1857 г. четирима от най-видните учени за времето – англичаните Роулинсън, Хинкс, Талбот и немецът Оперт – са поканени да разчетат независимо един от друг един и същ клинописен текст. Преводите им са напълно сходни и тогава е провъзгласено разчитането на 597-те знака на клинописното писмо.